# 楽楽出版
株式会社楽楽出版（らくらくしゅっぱん）は、かつて存在した日本の出版社である。
2019年7月1日にぶんか社及び海王社から写真芸能誌、大人向けマンガ等の男性向けコンテンツ出版事業を継承して事業を開始した。
2022年6月30日に株式会社楽楽出版を分割し、男性向けマンガコンテンツ出版事業を株式会社ぶんか社に、写真芸能コンテンツ出版事業を株式会社文友舎に譲渡し、株式会社楽楽出版は解散した。

## 出版物

### 雑誌
- エキサイティングマックス!（EX MAX!）（毎月16日発売）
  - エキサイティングマックス!スペシャル（EX MAX! Special）（毎月11日発売）

### ムック
- Chu→boh
- Suku→boh

### コミック
- COMIC 必剣[6]
- 漫画 大激闘[7]
- COMIC陣
- COMICデカ

### 書籍
- RK COMICS
- RK COMICS CYBERIA SERIES

### デジタルコミック誌
- サイベリアplus ※マガジンサイベリアからの継続誌。
- サイベリアマニアックス
- 漫画人妻快楽庵
- コミックラクウ

### 休刊なった雑誌
- 人には言えないトンデモ話（2019年11月29日発行で休刊）→漫画総進撃（創刊3号で休刊）

## 関連会社
- ぶんか社
- 海王社
- 文友舎
- 新アポロ出版